# París-Roubaix 1987
La París-Roubaix 1987 fou la 85a edició de la París-Roubaix. La cursa es disputà el 12 d'abril de 1987 i fou guanyada pel belga Eric Vanderaerden, que s'imposà a l'esprint als seus tres companys d'escapada en l'arribada a Roubaix. Patrick Versluys i Rudy Dhaenens foren segon i tercer respectivament.

## Classificació final
|    | Ciclista                   | Equip         | Temps      |
| -- | -------------------------- | ------------- | ---------- |
| 1  | Eric Vanderaerden          | Panasonic     | 7h 18' 03" |
| 2  | Patrick Versluys           | AD Renting    | m. t.      |
| 3  | Rudy Dhaenens              | Hitachi       | m. t.      |
| 4  | Jean-Philippe Vandenbrande | Hitachi       | + 02"      |
| 5  | Edwig Van Hooydonck        | Superconflex  | + 1' 54"   |
| 6  | Bruno Wojtinek             | Z-Peugeot     | + 2' 37"   |
| 7  | Marc Sergeant              | Lotto         | m. t.      |
| 8  | Nico Verhoeven             | Superconflex  | m. t.      |
| 9  | Bruno Leali                | Carrera Jeans | m. t.      |
| 10 | Martial Gayant             | Système U     | + 3' 04"   |